# Айларов, Амзор Николаевич
Амзо́р Никола́евич Айла́ров (род. 29 января 1982, Орджоникидзе, РСФСР, СССР) — российский футболист, полузащитник.

## Карьера

### Игровая
Воспитанник футбольной школы «Автодора», в составе которого начал профессиональную карьеру в 1998 году. Летом 2000 года перешёл в «Иристон». По окончании сезона вернулся в «Автодор». В 2002—2009 годах защищал цвета «Алании». В Премьер-лиге дебютировал 10 августа 2002 года в мачте против московского «Динамо» (1:0). В 2005 году был арендован «СКА-Энергией». В феврале 2010 года отправился на сбор с «Крыльями Советов», после чего прибыл на просмотр в «Салют», с которым и подписал контракт. Завершил карьеру в клубе «Волгарь-Газпром».

### В сборной
В составе юношеской сборной России до 16 лет выступал на чемпионате Европы 1999 года в Чехии. В 2003 году провёл 2 матча за молодёжную сборную России.

### Административная
В 2019—2020 годах являлся генеральным директором «Алании».

## Достижения
- Бронзовый призёр Первого дивизиона: 2009
- Победитель зоны «Юг» Второго дивизиона: 2006
- Бронзовый призёр зоны «Юг» Второго дивизиона: 2001